# Methylhydrazin
Methylhydrazin (též monomethylhydrazin, zkratka MMH) je těkavá chemická látka podobná hydrazinu. Při pokojové teplotě a tlaku je MMH čirá kapalina s charakteristickým zápachem organických aminů. Je mísitelný s vodou, hydrazinem a nízkomolekulárními alkoholy. Je rozpustný v uhlovodících. Je vysoce toxický, při metabolizaci v organismu vytváří oxid uhelnatý, formaldehyd a metan. Při kontaktu s pokožkou nebo sliznicemi působí poleptání. Po vstřebání dráždí centrální nervový systém, působí křeče a může vést až k hemolýze, poškození jater a rakovině. První pomoc a léčba při zasažení MMH je stejná jako při zasažení hydrazinem.

## Využití
Methylhydrazin se používá jako palivo v raketových motorech na kapalné pohonné látky, nebo při chemických syntézách.
V raketových motorech se ho využívá jako jedné ze složek bipropelantu (dvousložkové palivo), přičemž se využívají jeho silné redukční schopnosti. a druhá složka paliva je volena tak, aby při kontaktu s MMH došlo k samovolnému vznícení (tzv. hypergolické palivo). Prudce reaguje například s fluorem, fluoridem chloritým, tetraoxidem dusíku N2O4 a dýmavou kyselinou dusičnou, přičemž poslední dvě látky jsou v kosmických aplikacích používány nejčastěji. Výhodný je vysoký bod varu, který umožňuje dlouhodobé skladování. Na rozdíl od mnoha jiných raketových paliv nepotřebuje složité nádrže, nebo kryogenní technologii.
Díky výše zmíněným vlastnostem se MMH využívá hlavně v menších raketových motorech, jako jsou OMS (Orbital Maneuvering System) raketoplánu Space Shuttle, nebo pohonné systému kosmických sond a satelitů, jejichž mise trvají několik let. Methylhydrazin, podobně jako asymetrický dimethylhydrazin (UDMH) jsou oproti hydrazinu dostatečně stabilní. Mohou tak být používány v motorech s regenerativním chlazením trysky. MMH se někdy přidává jako třetí složka do směsi Aerozin-50 (což je směs hydrazinu a UDMH).